# التمريض في المملكة المتحدة
للتمريض في المملكة المتحدة تاريخ طويل. غالبًا ما يُنظر إلى الشكل الحالي للتمريض على أنه بداية مع فلورنس نايتنجيل التي كانت رائدة «التمريض الحديث». أنشأت نايتنجيل مدارس التمريض الرسمية في المملكة المتحدة في أواخر القرن التاسع عشر وأوائل القرن العشرين. لقد تغير دور ومفهوم التمريض بشكل كبير من دور «الخادمة» إلى الطبيب إلى المتخصصين في حد ذاتها. يوجد أكثر من 500000 ممرض في المملكة المتحدة ويعملون في مجموعة متنوعة من الأماكن، مثل المستشفيات والمراكز الصحية ودور رعاية المسنين ودور العجزة والمجتمعات والأوساط الأكاديمية، حيث يعمل معظم الممرضين في الخدمة الصحية الوطنية (NHS). يعمل الممرضون عبر جميع التركيبة السكانية ومتطلبات الجمهور: البالغين والأطفال والصحة العقلية وصعوبات التعلم. يعمل الممرضون في مجموعة من التخصصات من مجالات واسعة من الطب والجراحة والمسارح والعلوم الاستقصائية مثل التصوير. يعمل الممرضون أيضًا في مجالات كبيرة من التخصصات الفرعية مثل الجهاز التنفسي والسكري والأعصاب والأمراض المعدية والكبد والبحوث والقلب والفغرة. غالبًا ما يعمل الممرضون في فرق متعددة التخصصات ولكن يتم العثور عليها بشكل متزايد يعملون بشكل مستقل.
للممارسة، يجب أن يتم تسجيل جميع الممرضين والممرضات المنتسبين في المملكة المتحدة لدى مجلس التمريض والقبالة (NMC).

## التاريخ

### فلورنس نايتينجيل

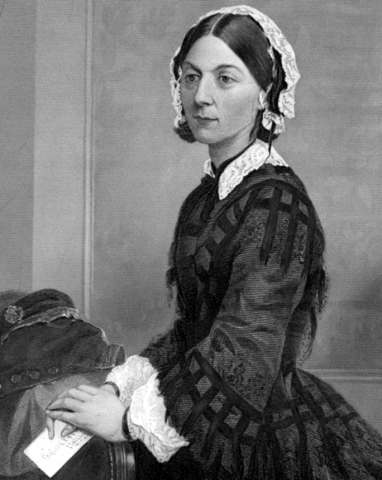
فلورنس نايتينجيل

تعتبر فلورنس نايتينجيل مؤسسة مهنة التمريض الحديثة. لم تكن هناك مدرسة تدريب حقيقية بالمستشفيات للممرضات حتى تم إنشاء واحدة في ألمانيا، في عام 1846. هناك، تلقت نايتينجيل التدريب الذي مكنها لاحقًا من إنشاء أول مدرسة مصممة أساسًا لتدريب الممرضين بدلاً من تقديم خدمة التمريض للمستشفى وذلك في مستشفى سانت توماس في لندن.
في حرب القرم ضد روسيا، تم تعيين نايتينجيل للإشراف على إدخال ممرضات إلى المستشفيات العسكرية في تركيا. في نوفمبر 1854، وصلت نايتينجيل إلى مستشفى الثكنة بالقرب من القسطنطينية، بصحبة 38 ممرضة. في البداية، لم يرغب الأطباء في وجود الممرضين هناك ولم يطلبوا مساعدتهم، ولكن في غضون عشرة أيام وصل عدد من الضحايا الجدد من معركة إنكرمان وتمت الاستفادة من خدمات الممرضين بالكامل. عندما عادت نايتينجيل من حرب القرم في أغسطس 1856، أخفت نفسها بعيدًا عن انتباه الجمهور. لمساهمتها في إحصاءات الجيش وإحصاءات المستشفيات المقارنة في عام 1860، أصبحت نايتينجيل أول امرأة تُنتخب زميلة في الجمعية الإحصائية.

### بيتسي كادوالادر
ممرضة أخرى نشطة في رعاية الجنود في حرب القرم كانت الممرضة الويلزية، بيتسي كادوالادر، التي قامت بإصلاح مستشفى بالأكلافا بشكل جذري.

## اللائحة
للممارسة بشكل قانوني كممرضة مسجلة في المملكة المتحدة، يجب أن يكون للممارس تسجيل حالي وصالح لدى مجلس التمريض والقبالة. لا يمكن منح لقب «ممرضة مسجلة» إلا لمن يحمل هذا التسجيل؛ هذا العنوان المحمي منصوص عليه في قانون الممرضات والقابلات والزائرين الصحيين لعام 1997.

### مجلس التمريض والقبالة
تتمثل الوظيفة الأساسية للمركز الوطني الطبي في إنشاء وتحسين معايير رعاية التمريض والقبالة لحماية الجمهور. يحقق ذلك عن طريق تسجيل الممرضات المسجلات في سجل يمكن لأي شخص البحث فيه. اعتبارًا من مارس 2022، كان هناك 758303 أخصائي رعاية صحية مسجلين في سجل مجلس التمريض والقبالة.
وتتمثل مهامها الرئيسية في:
- تسجيل جميع الممرضات والقابلات والممرضين المنتسبين
- تأكد من أنهم مؤهلون ومؤهلين بشكل صحيح للعمل في المملكة المتحدة.
- وضع معايير التدريب والسلوك التي يحتاجها الممرضون والقابلات ومساعدو التمريض لتقديم رعاية صحية عالية الجودة باستمرار طوال حياتهم المهنية.
- وضع معايير التسجيل المسبق لتعليم التمريض
- التأكد من أن الممرضات والقابلات والممرضين المنتسبين يحافظون على مهاراتهم ومعارفهم محدثة وأن يلتزموا بمعايير قواعدهم المهنية.
- تأكد من أن الممرضات والقابلات والممرضين المنتسبين آمنون للممارسة من خلال وضع قواعد لممارستهم والإشراف عليهم.
- استخدام عمليات عادلة للتحقيق في الادعاءات المقدمة ضد الممرضات والقابلات ومساعدي التمريض الذين ربما لم يتبعوا المدونة.

تم تحديد صلاحيات مجلس التمريض والقبالة في أمر التمريض والقبالة لعام 2001.
تتكون عضوية المجلس من 6 أعضاء عاديين و6 أعضاء مسجلين معينين من قبل مجلس الملكة الخاص، بما في ذلك عضو واحد على الأقل من كل دولة من دول المملكة المتحدة الأربعة. يتألف الأعضاء المسجلون من الممرضات والقابلات ومساعدي التمريض. يشمل الأعضاء العاديون حاليًا أشخاصًا لديهم خلفيات دبلوماسية وقانونية وتجارية.

#### التسجيل
ينقسم سجل مجلس التمريض والقبالة إلى ثلاثة أجزاء رئيسية: الممرضات، والقابلات، وممرضي الصحة العامة المتخصصة (SCPHN). يتضمن التسجيل العديد من «الأجزاء الفرعية» والمؤهلات، مثل الجزء الفرعي 1، الجزء الفرعي 2.
هناك  أكثر من 618000 ممرضة وقابلة وممرض مسجل. من هؤلاء:
- أكثر من 53% من الممرضين البالغين.
- أكثر من 60% هم تحت سن 40.
- 11.9% من المسجلين هم من الذكور (74,038).
- هناك ما بين 113 - 137 ممرض مسجل كقابلة مسجلة تمثل 0.6% من القابلات الممارسات.[7]

#### إعادة التحقق
إعادة المصادقة هو مطلب جديد لجميع الأعضاء المسجلين في مجلس التمريض والقبالة لإعادة التحقق كل ثلاث سنوات من أجل ضمان إمكانية تجديد تسجيلهم. سيتم تقديم إعادة المصادقة اعتبارًا من أبريل 2016. إعادة التحقق يحل محل الإعدادية.

##### متطلبات إعادة التحقق
- 450 ساعة تدريب، أو 900 ساعة في حالة التجديد كممرضة وقابلة
- 35 ساعة من التطوير المهني المستمر بما في ذلك 20 ساعة من التعلم التشاركي
- خمس قطع من ردود الفعل المتعلقة بالممارسة
- خمس روايات عاكسة مكتوبة
- مناقشة تأملية
- بيان الصحة والشخصية
- ترتيب التعويض المهني
- تأكيد

#### القواعد السلوكية
تم تقديم كود مجلس التمريض والقبالة جديد في مارس 2015، وقد حل هذا محل رمز مجلس التمريض والقبالة لعام 2008. يقدم قانون مجلس التمريض والقبالة المعايير المهنية التي يجب على الممرضات والقابلات الالتزام بها من أجل التسجيل للممارسة في المملكة المتحدة.

## التمثيل

### الكلية الملكية للتمريض
العديد من الممرضات أعضاء في الكلية الملكية للتمريض (RCN) التي تضم أكثر من 400000 عضو: ممرضات وقابلات وطلاب ومساعدين في مجال الرعاية الصحية. تلعب كلية التمريض الملكية دورًا مزدوجًا باعتبارها كلية ملكية ونقابة عمالية. كان هذا الدور المزدوج موضوع نقاش في عام 2013، وكان هناك تصويت على تقسيم الكلية لتشكيل منظمتين. 99.4% من الناخبين لا يريدون الانقسام.

### توحيد الاتحاد
النقابات العمالية الأخرى التي تمثل العاملين في مجال الرعاية الصحية هي اتحاد يونايت يونين واتحاد يونيسون واتحاد جي إم بي.